# Poul Pava
Poul Pava f. Lausen (født 10. februar 1967 i Ribe) er en dansk kunstmaler og kunsthåndværker.
Poul Pava maler i en naiv og spontan stil med motiver af den menneskelige form. Billederne er ofte "barnlige" i deres udtryk. 
Han er især kendt for en serie tallerkener, kopper, og andet service med hans motiver på, produceret af Aida.
Poul Pava er bosiddende på Bornholm. 

## Eksterne links
- Poul Pavas hjemmeside